# Шипіт (струмок)
Шипіт — струмок (річка) в Україні у Воловецькому й Свалявському районах Закарпатської області. Ліва притока річки Велика Пиня (басейн Дунаю).

## Опис
Довжина струмка приблизно 6,84 км, найкоротша відстань між витоком і гирлом — 5,48  км, коефіцієнт звивистості річки — 1,25 . Формується багатьма гірськими струмками.

## Розташування
Бере початок на північних схилах гори Великий Вижень (1052,7 м). Тече переважно на південний захід через село Родникова Гута і у селі Родниківка впадає у річку Велику Пиню, праву притоку річки Пині.

## Цікаві факти
- Через струмок здійснюється піший туристичний туризм по маршруту Родникова Гута — г. Великий Вижень — Поляна[4].
- Від витоку струмка на північно-східній стороні на відстані приблизно 2,22 км через село Верхня Грабівниця пролягає Лінія Арпада.